# Luther Dixon
Luther Dixon (7 août 1931 - 22 octobre 2009) est un auteur-compositeur, producteur de disques et chanteur américain. Les chansons de Dixon ont connu leur plus grand succès dans les années 1950 et 1960 et ont été enregistrées par Elvis Presley, The Beatles, The Jackson Five, B. B. King, Jerry Lee Lewis, Dusty Springfield, Jimmy Reed et d'autres. En tant que producteur, Dixon a collaboré avec The Shirelles. 

## Jeunesse
Dixon est né à Jacksonville, en Floride, mais sa famille a déménagé à Brooklyn, New York, quand il était jeune.  Il a appris à chanter à l'église. 

## Carrière
Dixon a commencé sa carrière professionnelle en 1954 avec Four Buddies, un groupe de doo-wop dirigé par Larry Harrison, dans lequel Dixon chantait le baryton et jouait parfois de la guitare. The Four Buddies a enregistré pour Savoy Records, mais aussi sous le nom de The Barons pour Decca Records et The Buddies pour Glory Records. Le groupe se sépare en 1955, mais Dixon et Harrison continuent d'écrire des chansons ensemble.  Leur plus grand succès est Why Baby Why, enregistré par Pat Boone en 1957.
Dixon et Billy Dawn Smith ont écrit en 1957 la chanson Just Born (To Be Your Baby) pour Perry Como, qui a atteint la 12e place du Billboard Chart US. En 1958, Bobby Darin enregistre All the Way Home, écrit par Dixon et Otis Blackwell. Il sort dans l'album For Teenagers Only en 1960. Dixon et Clyde Otis écrivent la chanson Doncha 'Think It's Time, enregistrée par Elvis Presley en 1958 et incluse dans son célèbre album de 1959, 50,000,000 Elvis Fans Can't Be Wrong. Toujours en 1958, Dixon et Allyson Khent écrivent 16 Candles, enregistrée par The Crests et qui atteint le #2 du Billboard.
En 1960, après avoir été approchée par Florence Greenberg de Scepter Records, Dixon commence à travailler avec The Shirelles. La première chanson produite par Dixon avec les Shirelles est Tonight's the Night, co-écrite par Shirley Owens la chanteuse du groupe. La chanson a atteint le 39e rang en 1960 et un autre enregistrement de la chanson par The Chiffons atteint le 76e rang. Les Shirelles ont ensuite atteint la première place avec Will You Love Me Tomorrow (écrite par Carole King et Gerry Goffin). Dixon écrit la face B de ce single, Boys. La chanson des Shirelles Baby It's You de 1961, co-écrite par Dixon (sous le pseudonyme de « Barney Williams »), Burt Bacharach et Mack David, atteint la 8e place. Boys et Baby It's You ont toutes les deux été enregistrées plus tard par The Beatles sur leur premier LP, Please Please Me. La chanson Soldier Boy des Shirelles, écrite par Dixon et Florence Greenberg, fut leur dernière à atteindre le n° 1 du Billboard, en 1962.
Greenberg a commencé une deuxième maison de disques, Wand Records, en 1961. Dixon a écrit et produit de nombreuses chansons pour les labels Wand and Sceptre, dont le single de 1961 de Chuck Jackson I Don't Want to Cry, co-écrit par Jackson lui-même, qui a atteint la 36e place. Big Boss Man, de Jimmy Reed, est écrite par Dixon et Al Smith en 1961. Cette chanson a été répertoriée par le Rock and Roll Hall of Fame comme l'une des 500 « chansons qui ont façonné le rock and roll » (Songs That Shaped Rock and Roll).  
Avec ces succès, Dixon a été approché par Capitol Records pour créer son propre label, Ludix Records, mais Ludix n'a pas connu la même réussite,. En 1966, Dixon produit The Platters pour Musicor Records. Leurs chansons I Love You 1000 Times (classée n° 31 en 1966) et With This Ring (classée n° 14 en 1967) - leurs plus grands succès depuis qu'ils ont quitté Mercury Records - ont été produites et co-écrites par Dixon.
À la fin des années 1960, le style de musique de Dixon perd en popularité dans les classements. Il reçoit cependant des pics de popularité lorsque 16 Candles est utilisé dans le film American Graffiti de George Lucas en 1973 et à nouveau en 1984 lorsque le film de John Hughes Sixteen Candles inclut une version de la chanson interprétée par The Stray Cats. Boys a été inclus dans le jeu vidéo 2009 The Beatles: Rock Band. La chanson de Dixon Never Let Me Go a été jouée par Jane Monheit dans le film Auprès de moi toujours adapté du roman éponyme de Kazuo Ishiguro. Dixon a été nommé au Songwriters Hall of Fame une semaine avant sa mort.

## Vie privée
Dixon était marié à la chanteuse de soul Inez Foxx, avec qui il a co-écrit I Love You 1000 Times. Ils ont ensuite divorcé. Dixon est décédé en 2009 dans sa ville natale de Jacksonville, en Floride.